# Wish You Were Here (álbum de Pink Floyd)
Wish You Were Here é o nono álbum de estúdio da banda britânica de rock progressivo Pink Floyd, lançado em setembro de 1975. Inspirado por material composto pelo grupo enquanto se apresentava pela Europa, ele foi gravado após numerosas sessões nos Estúdios Abbey Road, em Londres. O disco explora temas como ausência, indústria musical e a deterioração mental de Syd Barrett, um dos fundadores do conjunto. As primeiras sessões se constituíram em um processo difícil e árduo, sendo iniciadas com a ideia de Waters de dividir a peça central do álbum, "Shine On You Crazy Diamond", em duas partes, unindo-as com novas composições. "Shine On" é um tributo à Barrett, que, coincidentemente, fez uma visita ao estúdio enquanto ela estava sendo gravada. A banda não conseguiu reconhecê-lo imediatamente, uma vez que ele havia ganhado peso e sofrido alterações em sua aparência.
Assim como em seu trabalho anterior, The Dark Side of the Moon, a banda fez uso de efeitos de estúdio e sintetizadores. O projeto gráfico do disco, novamente feito por Storm Thorgerson, continha uma manga negra escondida na arte do álbum. Wish You Were Here estreou em um show realizado em Knebworth, em Julho de 1975, e foi lançado em Setembro daquele ano, tornando-se um instantâneo sucesso. Em decorrência disso, a gravadora EMI não conseguiu fabricar cópias suficientes para satisfazer a demanda pelo disco. Ainda que, inicialmente, o álbum tenha recebido críticas mistas, ele foi aclamado pelos especialistas, sendo listado na 209ª posição da publicação "500 Melhores Álbuns de Sempre" da Rolling Stone. David Gilmour e Richard Wright já declararam que é o álbum da banda favorito de ambos.
Wish You Were Here atingiu a primeira posição nas tabelas da Billboard, vendendo mais de seis milhões de cópias só nos Estados Unidos, onde foi galardoado com disco de ouro em 17 de Setembro de 1975 e como sêxtupla platina em 16 de Maio de 1997, pela Recording Industry Association of America. No mundo inteiro, o álbum vendeu mais de 13 milhões de cópias.

## Antecedentes
Durante 1974, o Pink Floyd havia esboçado três novas composições, "Raving and Drooling", "You Gotta Be Crazy" e "Shine On You Crazy Diamond", tendo tocado-as em uma série de apresentações na França e na Inglaterra, em sua primeira turnê desde The Dark Side of the Moon, em 1973. A banda nunca havia contratado um publicista e se mantinha afastada da imprensa. O relacionamento do grupo com a mídia era azedo e, após uma crítica profundamente cínica ao novo material da banda, feita por Nick Kent — um devoto de Syd Barrett — e Erskine Pete, da revista NME, eles voltaram para o estúdio na primeira semana de 1975.

## Conceito

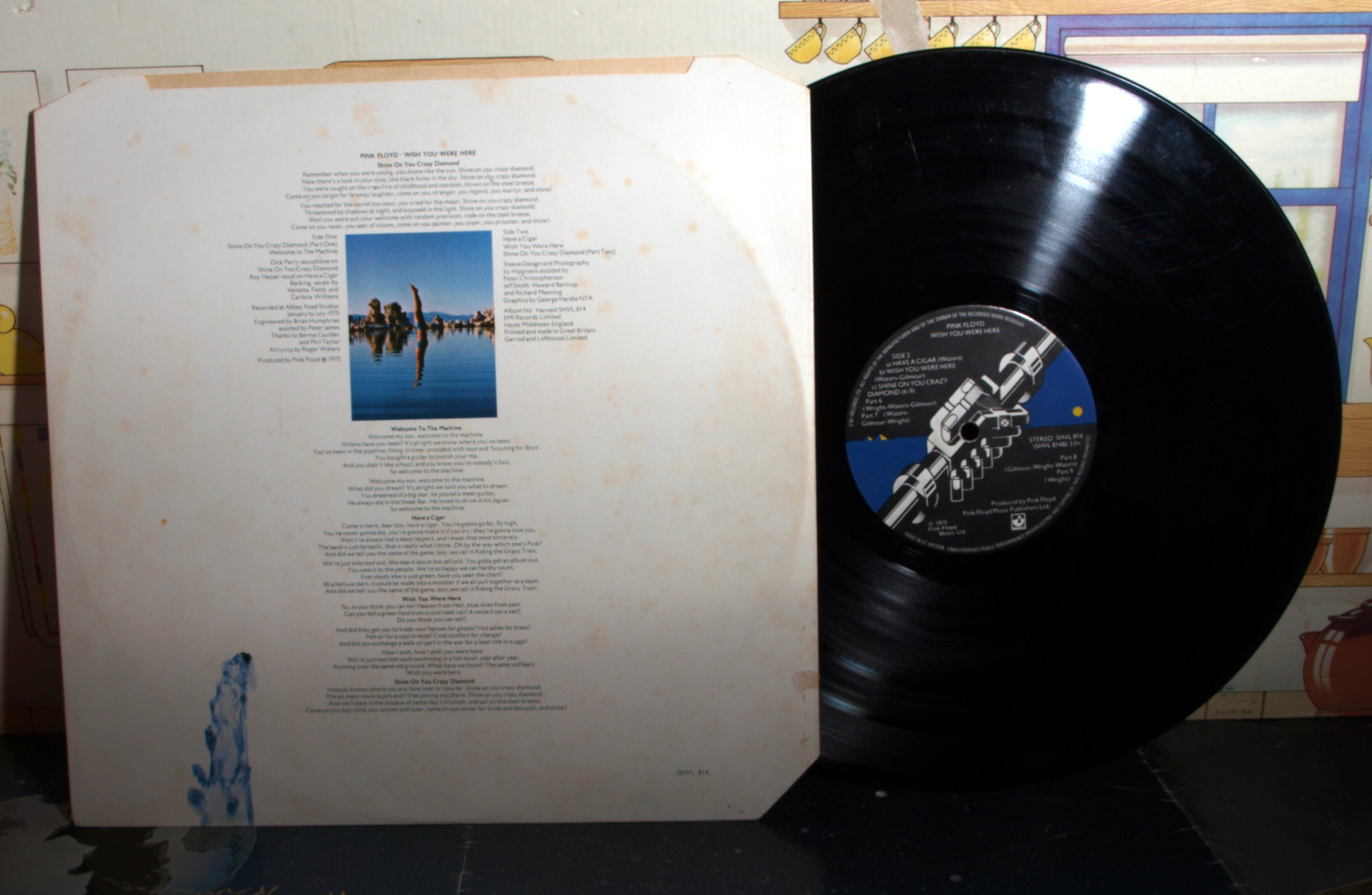
Contracapa e disco de vinil do álbum.

Wish You Were Here é o segundo álbum do Pink Floyd a usar um tema conceitual escrito inteiramente por Waters, e ecoa o seu sentimento de que, à época, a camaradagem desfrutada pela banda anteriormente já não estava mais presente. O álbum se inicia com oito minutos e trinta segundos de um preâmbulo instrumental antes de entrar na letra de "Shine On You Crazy Diamond", um tributo ao ex-integrante da banda Syd Barrett, cujo colapso mental provocado pelo uso de drogas o forçou a deixar o conjunto, alguns anos antes.
O álbum também é uma crítica à indústria musical; "Shine On" desvanece-se em "Welcome to the Machine", que se inicia com a abertura de uma porta — descrita por Waters como símbolo do progresso e da descoberta musical, traídos por uma indústria interessada apenas em lucro e sucesso. A música se encerra com sons de festa, sintetizando "a falta de contato e sentimentos reais entre as pessoas". Similarmente, "Have a Cigar" despreza os "chefões" da indústria musical. Sua letra contém clichês bastante utilizados, como "mal posso contar", "eles chamam isso de andar no trem da alegria", e "a propósito, quem é o Pink?" — uma pergunta que, na realidade, foi feita diversas vezes à própria banda. A letra de "Wish You Were Here", por sua vez, contém elementos que não se relacionam somente à condição de Barrett, mas também à dicotomia do temperamento de Waters, no qual ganância e ambição lutavam contra compaixão e idealismo. O álbum se encerra com uma reprise de "Shine On", com excursões instrumentais adicionais.

## Gravação

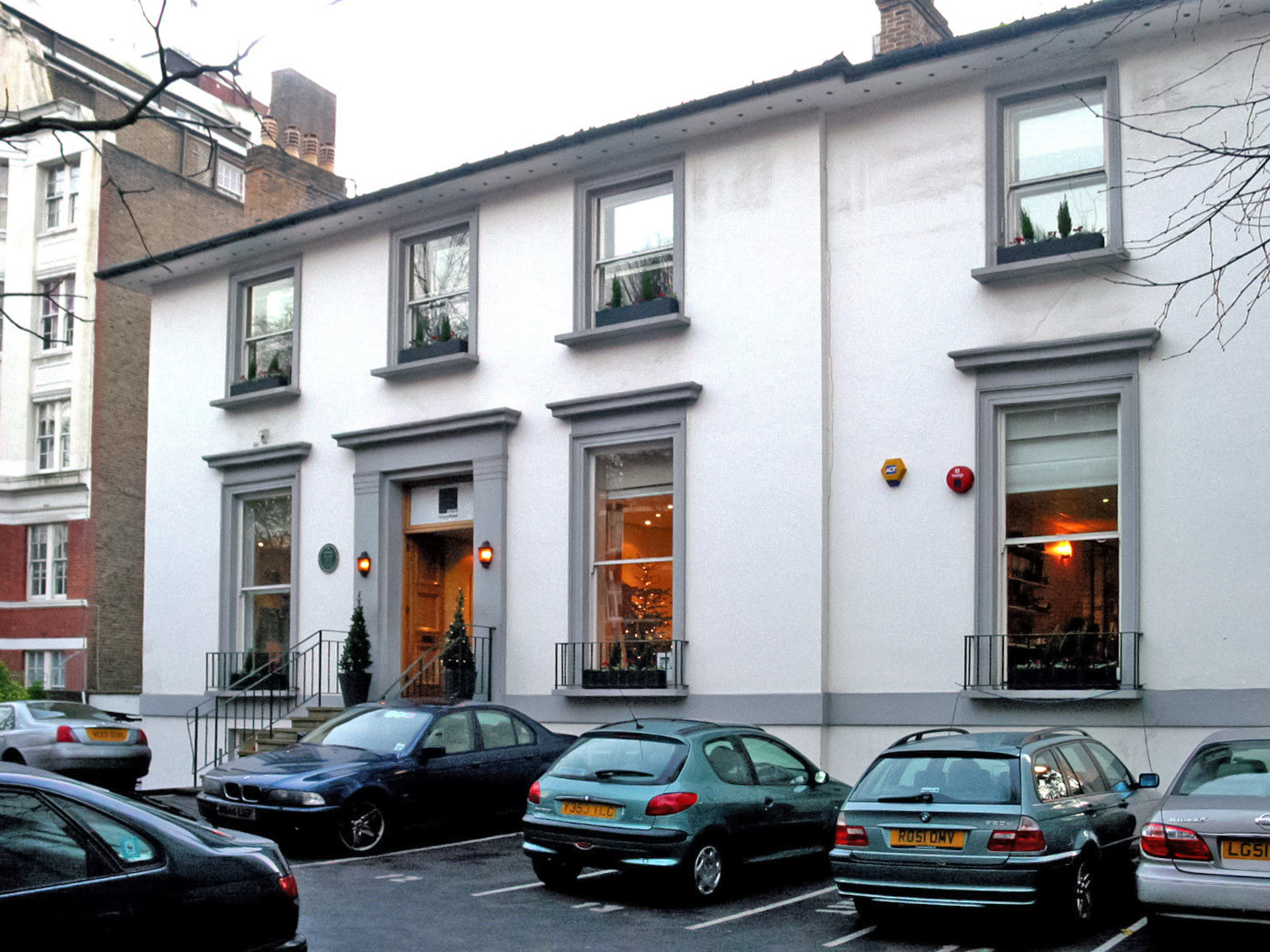
Abbey Road Studios.

Alan Parsons fora o engenheiro de som da EMI designado para o The Dark Side of the Moon, o álbum anterior do Pink Floyd. Todavia, após seu lançamento, ele rejeitou a oferta de continuar a trabalhar com a banda (em vez disso, ele obteve sucesso com o seu grupo The Alan Parsons Project). O grupo havia trabalhado com Brian Humphries em More — gravado nos Estúdios Pye — e, novamente, em 1974, quando ele substituiu um inexperiente engenheiro contratado a curto prazo. Ele era, portanto, a escolha natural para trabalhar no novo material do conjunto, embora fosse um estranho para a equipe da Abbey Road, encontrando algumas dificuldades iniciais, incluindo uma situação em que ele, sem querer, foi responsável por estragar as faixas de fundo de "Shine On" — uma parte que Waters e Mason tinham levado horas para aperfeiçoar. Todo esse trecho, corrompido com eco, teve de ser regravado.
Trabalhando no Estúdio Três de Abbey Road, a banda achou difícil, em primeira instância, compor quaisquer novos materiais, especialmente porque o sucesso de The Dark Side of the Moon deixou todos física e emocionalmente esgotados. Richard Wright descreveu as sessões iniciais como "um período difícil", e Roger Waters, como "tortuoso". O baterista Nick Mason achou o processo de gravação em múltiplas faixas tedioso, e David Gilmour estava mais interessado em aprimorar o material já existente. Ele também passou a se frustrar com o comportamento Mason, cujo casamento malogrado havia provocado indisposição e apatia ao baterista, o que afetava sua performance. Mason admitiu, também, que a crítica de Nick Kent à NME talvez tenha tido alguma influência, ainda que tenha mantido a banda unida.
Após algumas semanas, todavia, Waters passou a enxergar um novo conceito. As três novas composições da turnê de 1974 foram, ao menos, o ponto inicial para um novo álbum, e "Shine On You Crazy Diamond" pareceu uma escolha razoável para assumir o posto central desse novo trabalho. Em sua maioria, tratava-se de uma peça instrumental de mais de vinte minutos, similar à Echoes, e a abertura da guitarra, composta de quatro notas, trouxe à mente de Waters o "fantasma" de Syd Barrett. Gilmour havia composto a frase por acidente, mas foi encorajado pela resposta positiva de Waters. Waters queria dividir "Shine On", inserindo duas novas canções entre as duas metades, ideia que foi desaprovada por Gilmour, mas que foi colocada em prática após uma votação, na qual Gilmour perdeu por três votos a um. "Welcome to the Machine" e "Have a Cigar" tinham letras com "ataques" à indústria musical, atuando em conjunto com "Shine On", buscando retratar a ascensão e a queda de Barrett, "porque eu queria chegar o mais perto possível do que eu senti [...] um tipo de melancolia indefinível e inevitável sobre o desaparecimento de Syd", disse Waters. "Raving and Drooling" e "Gotta Be Crazy" não tinham lugar no conceito, e foram, assim, deixadas de lado, embora viessem a aparecer, posteriormente, em Animals.

### O "crazy diamond"
Um dos eventos mais notáveis durante as gravações de Wish You Were Here ocorreu em 5 de Junho de 1975. A banda estava terminando de mixar "Shine On You Crazy Diamond" quando um homem acima do peso, careca, com olheiras e segurando um saco plástico entrou na sala. Waters, que estava trabalhando no estúdio, não o reconheceu. Wright também não. Ele presumiu que o homem fosse um amigo de Waters e lhe perguntou sobre isso, mas percebeu que se tratava de Syd Barrett. Gilmour pensou ser um integrante da equipe da EMI, e Mason também não conseguiu reconhecê-lo, "horrorizando-se" quando Gilmour lhe contou quem era. Em Inside Out, Mason relembrou da conversa com Barrett como "desconexa e não totalmente sensível", enquanto Storm Thorgerson definiu a presença de Barrett: "Duas ou três pessoas choraram. Ele se sentou e falou um pouco, mas ele não estava realmente lá."
Relatos indicam que Waters estava profundamente chateado com a silhueta de seu amigo, que foi perguntado pelo visitante Andrew King sobre como ele havia conseguido ganhar tanto peso. Barrett disse que tinha um grande refrigerador em sua cozinha, e que ele andava comendo muitas costeletas de porco. Também mencionou que estava pronto para que seus serviços fossem utilizados pela banda; todavia, ao ouvir a mixagem de "Shine On", não mostrou nenhum sinal de compreensão sobre a sua relevância nessa situação. Ele esteve presente na recepção de casamento de Gilmour, mas saiu sem dizer adeus; daquele dia em diante, nenhum membro da banda nunca mais o viu, até sua morte, em 2006. Ainda que a letra da música já tivesse sido criada, a presença de Barrett, naquele dia, pode ter influenciado sua parte final — tocada por Wright, um sutil refrão de "See Emily Play" é audível ao fim do álbum.
Eu estou muito triste pelo Syd. É claro que ele foi importante e a banda não teria nem existido sem ele, porque era ele quem escrevia todo o material. Não teria acontecido sem ele, mas, por outro lado, não tinha como continuar com ele. "Shine On You Crazy Diamond" não é realmente sobre Syd — ele é só um símbolo para todos os extremos de ausência que algumas pessoas têm de passar porque é o único jeito com que elas podem lidar com o quão triste isso é [...] Eu achei terrivelmente triste.— Roger Waters

### Instrumentação
Assim como em Dark Side of the Moon, a banda, novamente, usou sintetizadores como o EMS VCS 3 (em "Welcome to the Machine"), mas o suavizou com o violão de Gilmour e a percussão de Mason. O começo de "Shine On" contém restos de gravações anteriores do conjunto, todavia incompletas, conhecidas como "Household Objects". Taças de vinho foram cheias com quantidades diversas de líquidos, e a gravação foi feita com um dedo circulando a beirada da taça. Essas gravações passaram por um processo de multi-faixa e se tornaram acordes, presentes na abertura de "Shine On".
O violinista de jazz Stephane Grappelli e o violinista clássico Yehudi Menuhin estavam gravando em outro estúdio de Abbey Road, e foram convidados para participarem do álbum. Menuhin observou enquanto Grappelli tocou; entretanto, a banda decidiu, mais tarde, que sua contribuição era imprópria, e gravou por cima dela. Ainda que Grappeli não tenha recebido os créditos pela sua contribuição (a banda presumiu que ele se sentiria insultado), ele recebeu um pagamento de 300 libras (759 reais ou 340 euros em 2011). Dick Parry, novamente, tocou saxofone, em "Shine On". OS compassos iniciais de "Wish You Were Here" foram gravadas no rádio do carro de Gilmour, com alguém sintonizando-o (a música clássica ouvida no final é a Quarta Sinfonia de Tchaikovsky).

### Vocais
As sessões de gravação foram interrompidas duas vezes por turnês norte-americanas (uma em Abril e a outra em Junho de 1975), e as sessões finais, que ocorreram logo após a estreia do álbum em Knebworth, revelaram-se particularmente problemáticas para Waters. Ele fez um grande esforço para gravar a letra de "Have a Cigar", precisando de inúmeros takes para conseguir uma versão aceitável. Seus problemas ocorreram, em parte, pelo seu alcance vocal limitado, mas também pelo estresse causado em sua voz enquanto gravava o vocal principal de "Shine On". Foi pedido a Gilmour que cantasse em seu lugar, mas ele rejeitou; coube, então, a Roy Harper, amigo da banda, fazê-lo. Harper estava gravando seu próprio álbum em outro estúdio de Abbey Road, e Gilmour já havia tocado algumas frases de guitarra com ele. Waters, posteriormente, viria a se arrepender da decisão, acreditando que ele devia ter cantado a canção. Os backing vocals de "Shine On" foram gravadas pelo The Blackberries.

## Projeto gráfico
Wish You Were Here foi vendido em um dos projetos gráficos mais elaborados já feitos para um álbum do Pink Floyd. Storm Thorgerson havia acompanhado a banda em sua turnê em 1974, dando algumas opiniões sobre o significado das letras, vindo a concluir que elas se concentravam mais em uma "presença não preenchida" do que, propriamente, na doença de Barrett. O tema da ausência foi refletido nas ideias produzidas após longas horas de brainstorming com a banda. Thorgerson notou que o álbum Country Life, do Roxy Music, fora vendido em uma manga verde opaca, de celofane — censurando a imagem da capa — e copiou a ideia, ocultando a arte de Wish You Were Here em uma embalagem a vácuo de cor escura (tornando a arte do álbum "ausente"). O conceito por trás de "Welcome to the Machine" e "Have a Cigar" sugeriu o uso de um aperto de mão (um gesto ocasionalmente vazio), e George Hardie desenhou o adesivo contendo o logotipo da banda de duas mãos mecânicas se cumprimentando com um aperto de mão para ser colocado na manga opaca. A imagem da capa do álbum foi inspirada na ideia de que as pessoas tendem a esconder seus verdadeiros sentimentos, pelo medo de "se queimarem" e, assim, dois homens de negócio foram retratados apertando as mãos, com um deles pegando fogo; "pegando fogo" também era uma frase comum na indústria musical. Dois dublês foram usados (Ronnie Rondell e Danny Rodgers), um vestido em uma roupa ignífuga, coberta por um terno. Sua cabeça foi protegida por um capuz, escondido sob uma peruca. A foto foi tirada nos estúdios da Warner Bros. em Los Angeles. Inicialmente, o vento estava soprando na direção errada, e as chamas foram forçadas na direção da face de Rondell, queimando seu bigode; os dois dublês trocaram de posições, e a imagem foi, mais tarde, revertida.
A contracapa do álbum mostra um "vendedor do Floyd", sem face, que, nas palavras de Thorgerson, "vende sua alma" no deserto (fotografado no Deserto de Yuma, na Califórnia). A ausência de pulsos e tornozelos significa que sua presença é "vazia". O encarte mostra um véu em um bosque de Norfolk, e um mergulho sem respingo no Lago Mono — chamado de Monosee nas notas do álbum —, na Califórnia (novamente sublinhando o tema da ausência). A decisão de embalar o disco em uma capa preta não foi popular entre a gravadora da banda nos Estados Unidos, a Columbia Records, que insistiu que isso fosse mudado. A EMI, por sua vez, estava menos preocupada. Todavia, a banda ficou bastante feliz com o produto final e, quando apresentaram um mockup da pré-produção, ele foi aceito com uma espontânea salva de palmas.

## Recepção e legado
| Críticas profissionais               | Críticas profissionais |
| Avaliações da crítica                | Avaliações da crítica  |
| Fonte                                | Avaliação              |
| ------------------------------------ | ---------------------- |
| AllMusic                             | [ 17 ]                 |
| BBC Music                            | (favorável)            |
| Blender                              | [ 26 ]                 |
| Robert Christgau                     | A–                     |
| The Great Rock Discography           | 10/10                  |
| Los Angeles Times                    | (favorável)            |
| MusicHound                           | [ 30 ]                 |
| The Rolling Stone Album Guide        | [ 31 ]                 |
| Virgin Encyclopedia of Popular Music | [ 28 ]                 |
| Folha de S. Paulo                    | [ 32 ]                 |

Uma boa parte de Wish You Were Here foi tocada, pela primeira vez, em um show de festival a céu aberto em Knebworth, no dia 5 de Julho de 1975. O álbum, por sua vez, foi lançado em 12 de Setembro daquele ano no Reino Unido, e no dia seguinte nos Estados Unidos. Na Grã-Bretanha, atingiu, de imediato, 250 000 vendas, indo direto para a primeira posição; a demanda era tanta que a EMI informou aos vendedores que somente 50% dos pedidos poderiam ser atendidos. Com 900 000 vendas, o maior número de qualquer lançamento da Columbia, atingiu a primeira posição na Billboard na segunda semana de lançamento. Todavia, inicialmente, o álbum recebeu críticas mistas; a revista Melody Maker o definiu como "[...] pouco convincente [...] mostra uma crítica falta de imaginação [...]", enquanto Robert Christgau teve uma visão mais positiva, dizendo que "[...] a música não é somente simples e atrativa [...] mas também consegue um pouco da dignidade sinfônica (e referências cruzadas) que The Dark Side of the Moon simulou também ponderadamente."
Apesar disso, em 2003, o trabalho foi listado na 209ª posição na lista de 500 melhores álbuns de sempre da revista Rolling Stone. Em 1998, leitores da Q votaram em Wish You Were Here como o 34ª maior álbum de todos os tempos. Em 2000, a mesma revista o colocou na 43ª posição em sua lista dos 100 maiores álbuns britânicos de todos os tempos. Em 2007, uma estação de rádio alemã, a WDR 2, pediu aos seus ouvintes que votassem nos 200 melhores álbuns de todos os tempos; Wish You Were Here foi eleito o primeiro. Em 2004, o álbum foi listado na 38ª posição da lista dos cem melhores álbuns dos anos 70 da Pitchfork Media, enquanto a IGN o escolheu como o 8º melhor álbum de rock clássico.
Não obstante os problemas durante a produção, o álbum é o favorito de Wright: "É um álbum que eu posso ouvir por prazer, e não há muitos álbuns do [Pink] Floyd em que eu possa fazê-lo.". Essa visão é compartilhada por Gilmour: "Se eu tivesse que dizer que esse é o meu álbum favorito, eu diria que é o Wish You Were Here. O resultado final de tudo isso, qualquer que tenha sido, definitivamente me deixou um álbum com o qual eu possa viver muito, muito feliz. Eu gosto muito dele.".

### Vendas
Os integrantes da banda e Steve O'Rourke estavam insatisfeitos com a distribuição feita nos Estados Unidos através do selo Capitol Records, da EMI. Por conta disso, o quarteto optou pela Columbia Records, afiliada da CBS, para a comercialização de Wish You Were Here. Mesmo assim, o trabalho do grupo continuou sendo distribuído pela Harvest Records no continente europeu. Por esta mudança, foi a partir deste projeto que os direitos autorais do Pink Floyd passaram a pertencer aos membros do conjunto, atribuídos a "Pink Floyd Music Limited" (até a saída de Roger Waters) ou "Pink Floyd (1987) Ltd." em vez da chancela da gravadora responsável pelo lançamento dos álbuns posteriores.
Wish You Were Here foi certificado com disco de prata e ouro, respectivamente, no Reino Unido, no início de Agosto de 1975, e nos EUA recebeu disco de ouro em 17 de Setembro do mesmo ano. Até Maio de 1997, foi certificado com disco de platina por seis vezes, e, em 2004, já tinha vendido cerca de treze milhões de cópias em todo o mundo. A canção "Have a Cigar" foi escolhida como o primeiro single do lançamento, tendo "Welcome to the Machine" no lado B nos EUA.

## Relançamentos e remasterizações
Wish You Were Here foi remasterizado e relançado em vários formatos. No Reino Unido e nos EUA, o álbum foi relançado em som quadrifônico, utilizando o formato quadradisc em 1976, e, em 1980, no formato Hi-Fi audiophile, foi lançado no Reino Unido, com um encarte especial. Nos EUA, estreou em 1983 no formato CD, e no Reino Unido, em 1985, e, novamente, como um CD remasterizado, trazendo um novo encarte, em 1994. Ainda nos Estados Unidos, o selo CBS Mastersound da Columbia lançou uma nova masterização para audiófilos em vinil, enquanto em 1994 a Sony remasterizou utilizando o processo de Super Bit Mapping e lançou no formato Gold Compact Disc. O projeto gráfico original do álbum foi reproduzido, tanto no disco, quanto em seu Jewel Case. Mais tarde, o trabalho fez parte do box Shine On (1992), em cinco anos depois foi remasterizado pela Columbia Records em uma edição 17 segundos mais longa que a da EMI. Em 2000, a comemorar 25 anos do lançamento da obra, foi novamente relançado nos Estados Unidos. Onze anos depois, com a campanha Why Pink Floyd...?, promovida por integrantes do grupo como Nick Mason, Wish You Were Here foi novamente remasterizado e remixado. Em várias edições, incluindo a Wish You Were Here - Immersion Box Set foi trabalhada por James Guthrie em vários formatos, desde CD, DVD e blu-ray.

## Faixas
Todas as letras escritas por Roger Waters.
| Lado A |                                           |                                     |         |         |  |
| N.º    | Título                                    | Música                              | Vocal   | Duração |  |
| 1.     | "Shine On You Crazy Diamond (Partes I—V)" | David Gilmour Richard Wright Waters | Waters  | 13:38   |  |
| 2.     | "Welcome to the Machine"                  | Waters                              | Gilmour | 7:30    |  |

| Lado B |                                             | |            |         |  |
| N.º    | Título                                      | Música | Vocal      | Duração |  |
| 1.     | "Have a Cigar"                              | Waters | Roy Harper | 5:24    |  |
| 2.     | "Wish You Were Here"                        | Waters, Gilmour | Gilmour    | 5:17    |  |
| 3.     | "Shine On You Crazy Diamond (Partes VI—IX)" | Wright, Waters, Gilmour (Parte VI) Waters, Gilmour, Wright (Parte VII) Gilmour, Wright, Waters (Part VIII) Wright (Parte IX) | Waters     | 12:29   |  |

## Equipe
| Pink Floyd - Roger Waters — vocais, baixo, guitarra, VCS3, efeitos de fita - Richard Wright — teclados, VCS3, clavinete, backing vocals - Nick Mason — bateria, percussão, efeitos de fita - David Gilmour — vocais, guitarra, guitarra havaiana, EMS Synthi AKS, teclados, efeitos de fita Músicos convidados - Dick Parry — saxofone em "Shine On You Crazy Diamond" - Roy Harper — vocais em "Have a Cigar" - Venetta Fields e Carlena Williams — backing vocals | Produção - Brian Humphries — engenharia de som - Peter James — engenharia - Bernie Caulder - Phil Taylor — fotografia adicional - Hipgnosis — design, fotografia - Peter Christopherson, Jeff Smith, Howard Bartrop e Richard Manning — assistentes de design - George Hardie — gráficos - Jill Furmanovsky — fotografia adicional - James Guthrie — produção da remasterização - Doug Sax - remasterização |